# Rudolf von Gasser
Rudolf Ludwig Karl Josef Freiherr von Gasser (* 22. März 1829 in Sankt Petersburg; † 28. November 1904 in München) war ein bayerischer Diplomat und Hofbeamter.

## Leben
Rudolf von Gasser wurde als Sohn des Bankiers in Sankt Petersburg Christoph von Gasser und der Julie geb. von Flügen geboren. Er studierte an der Rheinischen Friedrich-Wilhelms-Universität Bonn. 1847 wurde er Mitglied des Corps Borussia Bonn. Nach dem Studium trat er in den diplomatischen Dienst des Königreichs Bayern ein. Von 1868 bis 1874 war er Gesandter des Königreichs Bayern am württembergischen Hof in Stuttgart und zugleich am Hessischen Hof in Darmstadt. Von 1874 bis 1883 war er Gesandter am sächsischen Hof in Dresden. Von 1883 bis 1903 diente er als Gesandter und bevollmächtigter Minister am kaiserlich-russischen Hof in Sankt Petersburg. Von Gasser war königlicher Bayerischer Kämmerer und Staatsrat im äußeren Dienst. Er war in erster Ehe mit Therese Freiin von Redwitz und ab 1886 in zweiter mit Alice geb. von Fehleisen verheiratet.

## Auszeichnungen
- Erhebung in den Freiherrenstand, 1866